# Крівіна (Тіміш)
Крівіна (рум. Crivina) — село у повіті Тіміш в Румунії. Входить до складу комуни Недраг.
Село розташоване на відстані 340 км на північний захід від Бухареста, 70 км на схід від Тімішоари.

## Населення
За даними перепису населення 2002 року у селі проживали 329 осіб, з них 323 особи (98,2%) румунів. Рідною мовою 328 осіб (99,7%) назвали румунську.